# Liste der Kulturgüter in Heimberg
Die Liste der Kulturgüter in Heimberg enthält alle Objekte in der Gemeinde Heimberg im Kanton Bern, die gemäss der Haager Konvention zum Schutz von Kulturgut bei bewaffneten Konflikten, dem Bundesgesetz vom 20. Juni 2014 über den Schutz der Kulturgüter bei bewaffneten Konflikten sowie der Verordnung vom 29. Oktober 2014 über den Schutz der Kulturgüter bei bewaffneten Konflikten unter Schutz stehen.
Es sind weder A-Objekte noch B-Objekte auf dem Gemeindegebiet ausgewiesen, Objekte der Kategorie C fehlen zurzeit (Stand: 22. Februar 2024). Unter übrige Baudenkmäler sind Objekte zu finden, die im Bauinventar des Kantons Bern als «schützenswert» verzeichnet sind.

## Übrige Baudenkmäler
Hinweis: Als Objekt-Identifikator (ID) wird die Grundstücksnummer verwendet.
| ID  | Foto |                 | Objekt                                               | Typ | Standort                            | Beschreibung |
| --- | ---- | --------------- | ---------------------------------------------------- | --- | ----------------------------------- | ------------ |
| 7   | BW   | Datei hochladen | Wohnstock (2. Hälfte 18. Jh.)                        | G   | Töpferweg 7 613349 / 180485         |              |
| 26  | BW   | Datei hochladen | Bauernhaus (1864)                                    | G   | Thungschneitweg 74 611314 / 182879  |              |
| 38  | BW   | Datei hochladen | Speicher (1812)                                      | G   | Bäumbergstrasse 9d 612280 / 182750  |              |
| 73  | BW   | Datei hochladen | Speicher (17. Jh.)                                   | G   | Thungschneitweg 77a 611425 / 182821 |              |
| 182 | BW   | Datei hochladen | Bauernhaus (um 1700)                                 | G   | Haslikehrweg 2 612562 / 183482      |              |
| 248 | BW   | Datei hochladen | Ehemaliges Bauern- und Wirtshaus (1. Hälfte 19. Jh.) | G   | Dornhaldestrasse 98 612644 / 183423 |              |
| 285 | BW   | Datei hochladen | Ehemaliges Bauernhaus (1738)                         | G   | Dornhaldestrasse 40 612705 / 182757 |              |
| 373 | BW   | Datei hochladen | Bauernhaus (um 1810)                                 | G   | Bernstrasse 281 612964 / 181917     |              |
| 379 | BW   | Datei hochladen | Speicher (1. Hälfte 18. Jh.)                         | G   | Rothachenweg 25a 612774 / 183737    |              |
| 517 | BW   | Datei hochladen | Reformierte Kirche (1938)                            | G   | Schulstrasse 3 612426 / 182063      |              |
| 963 | BW   | Datei hochladen | Badeanlage (1978)                                    | G   | Schützenstrasse 70 612007 / 182302  |              |
| 963 | BW   | Datei hochladen | Tennishalle (1978)                                   | G   | Schützenstrasse 72 611984 / 182366  |              |

Hinweis zur Legende: Anstelle der KGS-Nummer wird als Objekt-Identifikator (ID) die Grundstücksnummer verwendet.